# Nicșeni
Nicșeni – wieś w Rumunii, w okręgu Botoszany, w gminie Nicșeni. W 2011 roku liczyła 897 mieszkańców.